# Lesnoj (Territorio della Kamčatka)
Lesnoj (in lingua russa Лесной) è una città della Russia di 1 100 abitanti situata nel Territorio della Kamčatka.